# Norra Örttjärnen
Norra Örttjärnen är en sjö i Hagfors kommun och Munkfors kommun i Värmland och ingår i Göta älvs huvudavrinningsområde. Sjön har en area på 0,192 kvadratkilometer och ligger 154,3 meter över havet.

## Delavrinningsområde
Norra Örttjärnen ingår i det delavrinningsområde (663868-137347) som SMHI kallar för Namn saknas. Medelhöjden är 166 meter över havet och ytan är 23,04 kvadratkilometer. Räknas de 427 avrinningsområdena uppströms in blir den ackumulerade arean 10 761,41 kvadratkilometer. Avrinningsområdets utflöde Göta älv (Röa) mynnar i havet. Avrinningsområdet består mestadels av skog (61 procent). Avrinningsområdet har 1,05 kvadratkilometer vattenytor vilket ger det en sjöprocent på 4,6 procent. Bebyggelsen i området täcker en yta av 2,3 kvadratkilometer eller 10 procent av avrinningsområdet.